# Metrarabdotosidae
Metrarabdotosidae zijn een familie van mosdiertjes uit de orde Cheilostomatida en de klasse van de Gymnolaemata.

## Geslachten
- Aequilumina Gontar, 2002
- Biavicularium Cheetham, 1968
- Metrarabdotos Canu, 1914
- Polirhabdotos Hayward & Thorpe, 1987

### Synoniemen
- Porometra Cheetham, 1968 → Metrarabdotos Canu, 1914
- Rhabdotometra Cheetham, 1968 → Metrarabdotos Canu, 1914
- Uniavicularium Cheetham, 1968 → Metrarabdotos Canu, 1914